# Carlos Abreu Amorim
Carlos Eduardo Almeida de Abreu Amorim (1 de outubro de 1963) é um político português, sendo o atual Ministro dos Assuntos Parlamentares desde 5 de junho de 2025. Anteriormente foi ainda Secretário de Estado dos Assuntos Parlamentares entre 2024 e 2025.

## Biografia
Carlos Abreu Amorim foi eleito deputado pela primeira vez nas eleições legislativas de 2011, tendo sido cabeça de lista pelo distrito de Viana do Castelo, sendo depois escolhido como vice presidente do grupo parlamentar do Partido Social Democrata na XII Legislatura. Em 2013, pediu a demissão do Ministro das Finanças Vítor Gaspar, tendo sido criticado pelo vice presidente do partido Jorge Moreira da Silva.
Nas eleições legislativas de 2015 voltou a ser o cabeça de lista da coligação Portugal à Frente por Viana do Castelo, sendo reeleito. Em 2019, foi afastado das listas do PSD durante a liderança de Rui Rio depois de ter apoiado Pedro Santana Lopes nas eleições diretas de 2018, retornando ao ensino universitário.
Em 2024, foi nomeado por Luís Montenegro para o cargo de Secretário de Estado dos Assuntos Parlamentares. Enquanto detentor da pasta da comunicação social, desenvolveu um plano para acabar com a publicidade na RTP, tendo esta proposta sido travada por todos os restantes partidos na Assembleia da República.
Em 2025, sucedeu a Pedro Duarte enquanto Ministro dos Assuntos Parlamentares.

## Resultados eleitorais

### Eleições legislativas
| Data | Partido | Partido              | Circulo eleitoral | Posição     | Cl. | Votos   | %              | +/- | Status | Notas                               | Ref.  |
| ---- | ------- | -------------------- | ----------------- | ----------- | --- | ------- | -------------- | --- | ------ | ----------------------------------- | ----- |
| 2011 |         | PPD/PSD              | Viana do Castelo  | 1.º (em 6)  | 1.º | 58 806  | 43,59 / 100,00 |     | Eleito |                                     | [ 6 ] |
| 2015 |         | PàF (PPD/PSD.CDS-PP) | Viana do Castelo  | 1.º (em 6)  | 1.º | 58 509  | 45,54 / 100,00 |     | Eleito |                                     | [ 7 ] |
| 2025 |         | AD (PPD/PSD.CDS-PP)  | Porto             | 5.º (em 40) | 1.º | 375 606 | 34,22 / 100,00 |     | Eleito | Ministro dos Assuntos Parlamentares | [ 8 ] |